# Upp
Upp war eine britische Rockband Mitte der 1970er Jahre, deren Aufnahmen von Jeff Beck produziert wurden und die bisweilen fälschlicherweise als Jeff Beck Band bezeichnet wird.
Upp wurde 1973 gegründet und bestand aus Stephen Amazing (Bass), Andy Clark (Keyboards) und Jim Copley (Schlagzeug). 1974 lud Beck das Trio ein, in seiner BBC-Show Guitar Workshop mit ihm Musik zu machen. Beck produzierte die beiden Alben der Gruppe, Upp (1975) und This Way Upp (1976), und spielte bei einigen Stücken selbst mit. Beim zweiten Album spielte David Bunce die Gitarre. Upp löste sich 1977 auf.